# Monika Bergmann
Monika Bergmann-Schmuderer, nemška alpska smučarka, * 17. april 1978, Lam, Nemčija.
Nastopila je na treh olimpijskih igrah, najboljši uvrstitvi je dosegla s šestim in devetim mestom v slalomu. V štirih nastopih na svetovnih prvenstvih je najboljšo posamično uvrstitev dosegla leta 2007 s šestim mestom v isti disciplini, leta 2005 je osvojila zlato medaljo na ekipni tekmi. V svetovnem pokalu je tekmovala trinajst sezon med letoma 1996 in 2009 ter dosegla šest uvrstitev na stopničke v slalomu. V skupnem seštevku svetovnega pokala je bila najvišje na šestnajstem mestu leta 2004, ko je bila tudi tretja v slalomskem seštevku.